# شعب الذيل (المضاربة والعارة)

تعديل مصدري - تعديل

شعب الذيل هي إحدى قرى عزلة المضاربة بمديرية المضاربة والعارة التابعة لمحافظة لحج، بلغ تعداد سكانها 36 نسمة حسب تعداد اليمن لعام 2004.